# غوفر ملثم
غوفر ملثم (الاسم العلمي:Geomys personatus) هو نوع من الحيوانات يتبع جنس غوفر من فصيلة الغوفرية.